# Pietrar cu frunte albă
Pietrarul cu frunte albă (Oenanthe albifrons) este o pasăre din categoria păsărilor-pietrar, din familia Muscicapidae. Se găsește în Benin, Burkina Faso, Camerun, Republica Centrafricană, Ciad, Republica Democratică Congo, Coasta de Fildeș, Eritrea, Etiopia, Gambia, Ghana, Guinea, Guinea-Bissau, Mali, Mauritania, Niger, Nigeria, Senegal, Sierra Leone, Sudanul de Sud, Togo și Uganda.
Habitatele sale naturale sunt savana umedă și tufișurile uscate subtropicale sau tropicale.